# Ju Si-gyeong
Ju Si-gyeong (7 de noviembre de 1876-27 de julio de 1914), fue uno de los fundadores de la lingüística coreana moderna. Nació en Bongsan-gun, provincia de Hwanghae. Él y sus estudiantes ayudaron a estandarizar el idioma coreano, basándose en la ortografía y la gramática de la lengua vernácula.

## biografía
Ju Si-gyeong nació en Hwanghae-do, ahora Corea del Norte. Estudió chino clásico desde su infancia. Ju se mudó a Seúl en 1887. Se interesó por los métodos de aprendizaje occidentales y estudió Lingüística en una de estas nuevas escuelas.
Después de estudiar la lingüística moderna en Seúl, encontró trabajo en el primer periódico sólo de Hangeul Dongnip Sinmun en 1896, fundada por el activista de la independencia Soh Jaipil. En 1897, Seo fue enviado al exilio a los Estados Unidos y Ju dejó el periódico.
Sirvió como instructor de coreano para el misionero americano W.B. Scranton, fundador de la actual Ewha Womans University.

## Estandarización del idioma coreano
En 1886, Ju se dio cuenta de la necesidad de un alfabeto estandarizado. Con algunos colegas, estableció la Sociedad del Sistema de la Lengua Coreana. (en hangul, 조선문동식회; en hanja, 助詞) Fue anfitrión de varios seminarios en el Centro Nacional de Debate sobre el Idioma de la Academia Juvenil Sangdong de la Lengua Coreana  (en hangul, 상동청년학원국어강습소; en hanja, 尚洞青年學院國語講習所)
Propuso que las partes de oración coreanas incluyeran sustantivos, verbos, adjetivos, adverbios, una Conjugación y adjetivos (en hangul, 관형사; en hanja, 冠形詞). Verbos Auxiliares (en hangul, 조사; en hanja, 助詞), Conjunción (gramática),  exclamaciones.
En su publicación de 1914, Sonidos del Lenguaje, promueve la escritura de Hangul de forma lineal en lugar de silábica. Esta es una de sus pocas propuestas que no se ha implementado, aunque ha habido experimentos con hangul lineal, más notablemente en la Krai de Primorie.

## Publicaciones
- La fonética clásica del lenguaje nacional (en hangul, 국어문전음학; en hanja, 國語文典音學) (1908)
- Una introducción al idioma nacional (en hangul, 국문초학; en hanja, 國文初學) (1910)
- Una introducción al idioma Chino  (en hangul, 한문초습; en hanja, 漢文初習) (1909)
- Los sonidos del lenguaje (en hangul, 말의 소리) (1914)
- La gramática de la lengua nacional (en hangul, 국어문법; en hanja, 國語文法) (1910)
- La historia de la caída de Vietnam (en hangul, 월남망국사; en hanja, 越南亡國史) (1907)